# Lucio Quarantotto
Lucio Quarantotto (* 30. September 1957 in Venedig; † 31. Juli 2012 in Mestre) war ein italienischer Cantautore. Am bekanntesten wurde er als Textdichter von  Andrea Bocellis Con te partirò.
Quarantotto wurde von der Kritik früh wahrgenommen und geschätzt, der kommerzielle Erfolg ließ allerdings auf sich warten. Zwischen 1982 und 1990 brachte Quarantotto drei Alben heraus. Einer seiner seltenen Auftritte fand 1990 in Rom auf der Piazza del Popolo zum Hundertjahresjubiläum des Ersten Mai statt. Quarantotto erhielt als bester Debütant den Tenco-Preis  am Festival di Sanremo und schrieb ab 1990 Liedertexte für andere, prominentere Sänger, etwa Franco Battiato und Caterina Caselli.
Andrea Bocellis Auftritt mit Con te partirò 1995 beim Festival di Sanremo brachte den Durchbruch. Komponist war Francesco Sartori. Ein Solo-Album, an dem Quarantotto bis zuletzt gearbeitet haben soll, blieb unvollendet. Quarantotto litt an Depressionen, eine Tatsache, die auch in seinen Texten deutlich wird. Er stürzte sich aus dem Fenster seiner Wohnung im sechsten Stock seines Wohnhauses in Mestre.